# Раймонд Аттевелд
Раймонд Аттевелд (нід. Raymond Atteveld, нар. 8 вересня 1966, Амстердам) — нідерландський футболіст, який грав на позиції нападника, крайнього захисника або півзахисника. По завершенні ігрової кар'єри — футбольний тренер.

## Ігрова кар'єра
Розпочав грати на батьківщині за «Гарлем», за який 17 серпня 1985 року в гостьовому матчі проти ПСВ дебютував в Ередивізі і загалом за чотири роки провів 85 у чемпіонаті і забив 6 голів.
1989 року переїхав до Англії, щоб приєднатися до «Евертона». Він дебютував за «ірисок» 2 грудня 1989 року в домашній грі проти «Ковентрі Сіті» (2:0). За свою кар'єру в «Евертоні» він провів 51 матч у чемпіонаті, з них 41 — вийшовши у старті, але забив лише один гол. Аттевелд також став першим нідерландцем, який грав за «Евертон».
1992 року Раймонд приєднався до «Вест Гем Юнайтед» на правах оренди, ставши і цій команді першим нідерландським легіонером, але зіграв у чемпіонаті лише одну гру — 22 лютого 1992 року проти «Шеффілд Венсдей» (1:2). Також він двічі зіграв за клуб у Кубку Англії, в іграх п'ятого раунду проти «Сандерленда» 15 і 26 лютого.
У сезоні 1992/93 Аттевелд грав за нижчоліговий англійський «Бристоль Роверс», після чого відправився до Бельгії і один сезон грав за місцевий «Варегем».
1994 року Раймонд повернувся на батьківщину і став гравцем «Роди». Забивши там за сезон 9 голів у 27 іграх чемпіонату, футболіст зацікавив представників «Вітессе», куди і перейшов влітку 1995 року.
Надалі виступав на батьківщині за «Гронінген» та «АДО Ден Гаг», де і завершив ігрову кар'єру 2002 року.

## Тренерська кар'єра

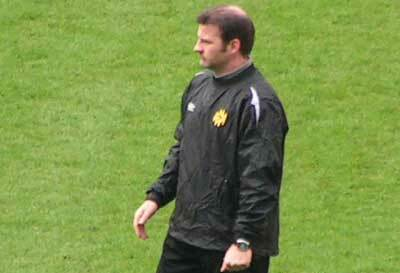
Раймонд Аттевелд під час роботи з «Родою». 2008 рік.

Після ігрової кар'єри амстердамець зосередився на кар'єрі тренера. Спочатку він працював на молодіжному рівні у своєму останньому клубі, «АДО Ден Гаг», а з 2005 року працював асистентом головного тренера у «Роді». На початку 2007 року Аттевелд отримав посаду головного тренера після уходу Губа Стевенса. Раймонд вивів команду до фіналу кубка 2007/08, де команда поступилася 0:2 роттердамському «Феєнорду». Тим не менш вже на початку наступного сезону, 7 жовтня 2008 року Аттевелд був звільнений через низькі результати.
17 квітня 2009 року Аттевелд змінив Андре Ветцеля на посаді нового головного тренера «АДО Ден Гага» і зумів зберегти команду у вищому дивізіоні. 30 березня 2010 року його було звільнено.
У лютому 2011 року Аттевелд переїхав за кордон, щоб очолити кіпрську команду АЕЛ (Лімасол). В основному грав з молоддю через невиплату зарплати основним гравцям першої команди. Ця робота призвела до того, що незабаром Аттевелд обійняв роль директора Академії. Як директор академії нідерландець запровадив успішний стиль гри в усьому клубі. Результатом такого підходу стало збільшення гравців збірної на 300 %.
З літа 2012 року Аттевелд працював у Вірменії старшим консультантом в Академії «Бананца» (Єреван), а наступного року переїхав до Казахстану, де став директором академії «Кайрата» (Алмати) для команд від U14 до U19. За цей час казахстанський клуб побив усі рекорди щодо чемпіонства, а багато гравців академії потрапили в збірну Казахстану. У сезоні 2013-/14 три команди Академії стали чемпіонами Казахстану, 2014/15 — чотири, а в сезоні 2015/16 років — п'ять, встановивши таким чином рекорд юнацьких чемпіонатів Казахстану. На початку сезону 2016/17 Аттевелду запропонували посаду головного тренера команди «Кайрат Б», що грала у другому дивізіоні, але нідерландець відмовився.
У вересні 2016 року Аттевелд поїхав до Ізраїлю, щоб керувати футбольним розвитком старших тренерів і гравців Академії «Маккабі» (Тель-Авів) для команд U16, U17 і U19. Як директор з питань ефективності, Аттевельд, серед іншого, представив концепцію елітних тренувань в академії, розробляючи індивідуальну програму для кожного гравця.
2019 року очолив клуб другого ізраїльського дивізіону «Бейтар Тель-Авів Бат-Ям», який був наймолодшою командою в цій лізі (середній вік 20 років).
13 липня 2020 року нідерландський спеціаліст очолив клуб вищого дивізіону «Маккабі» (Нетанья), посівши з нею 7 місце у Прем'єр-лізі. 3 травня 2021 року він продовжив контракт із клубом ще на один сезон. Втім сезон 2021/22 команда почала слабо і після чотирьох турів посідала останнє місце, не здобувши жодної перемоги. Через це вже у вересні Аттевелда було звільнено.
У листопаді 2021 року він підписав контракт з «Хапоелем» (Рішон-ле-Ціон) з другого дивізіону, однак після семи ігор, в яких команда набрала лише одне очко, нідерландця було звільнено вдруге до завершення одного сезону.
У червні 2022 року увійшов до тренерського штабу Патріка ван Леувена в «Зорі» (Луганськ). У середині 2023 року він слідом за Ван Леувеном перейшов у донецький «Шахтар», де теж працював асистентом, але вже 16 жовтня 2023 року увесь тренерський штаб було звільнено через невтішну роботу.